# Dasyatis longa
Dasyatis longa är en rockeart som först beskrevs av Garman 1880.  Dasyatis longa ingår i släktet Dasyatis och familjen spjutrockor. IUCN kategoriserar arten globalt som otillräckligt studerad. Inga underarter finns listade i Catalogue of Life.